# Сецирање
Сецирање (од лат. dissecare исецати на делове; дисецирати; дисекција), је растављање на делове тела умрле животиње или биљке ради проучавања њене анатомске грађе. Аутопсија се користи у патологији и судској медицини за утврђивање узрока смрти човека. Сецирање мањих биљака и животиња сачуваних у раствору формалдехида обично се изводи или демонстрира на часовима биологије и природних наука у основној и средњој школи, док опсежна сецирања лешева одраслих и деце, изводе студенти медицине на медицинским факултетима као део наставе из предмета као што су анатомија, патологија и судска медицина. У последњем случају, сецирање се обично изводи у мртвачници или у анатомској лабораторији. 
Сецирање је кориштено вековима за истраживање анатомије. У новије време, примедбе на употребу лешева су довеле до употребе алтернативних рачунарских графичких модела, укључујући виртуелно сецирање тродимензионалних органа живих организама. Најранија сецирања у Европи потичу од старих Грка, а Теофраст је сецирање назвао ανά τέμνειν (ana temnein) у значењу „сечи на делове”. 